# Háďátko řepné
Háďátko řepné (Heterodera schachtii) je hlístice cizopasící na kořenech řady rostlin, především řepy. Roku 1859 háďátko řepné objevil bonnský botanik Hermann Schacht, podle něhož parazit získal své latinské druhové jméno.
Půdní hlísti se podílejí na vytváření humusu.
Háďátko řepné napadá více než 200 různých druhů rostlin, mezi nimi cukrovou řepu, brokolici, zelí a ředkvičky. Je rozšířeno celosvětově. Napadená cukrová řepa vytvoří mnoho postranních kořínků (tzv. hladových kořenů), aby si zajistila dostatek živin. To však brzdí růst bulvy, takže dochází ke snížení hospodářského výnosu. Jedním z organismů, které háďátka loví a konzumuje je houba hlíva ústřičná

## Biologie
Vajíčka uložená v půdě slouží na jaře k vývoji larev, které  pomocí chemoreceptorů hledají kořeny hostitelských rostlin. Larvy se následně pomocí dutého bodce přichyjí ke kořenům a  pronikají dovnitř.
V pletivu hostitelské rostliny se živí obsahem okolních buněk a mění se v dospělce.